# Telefonista

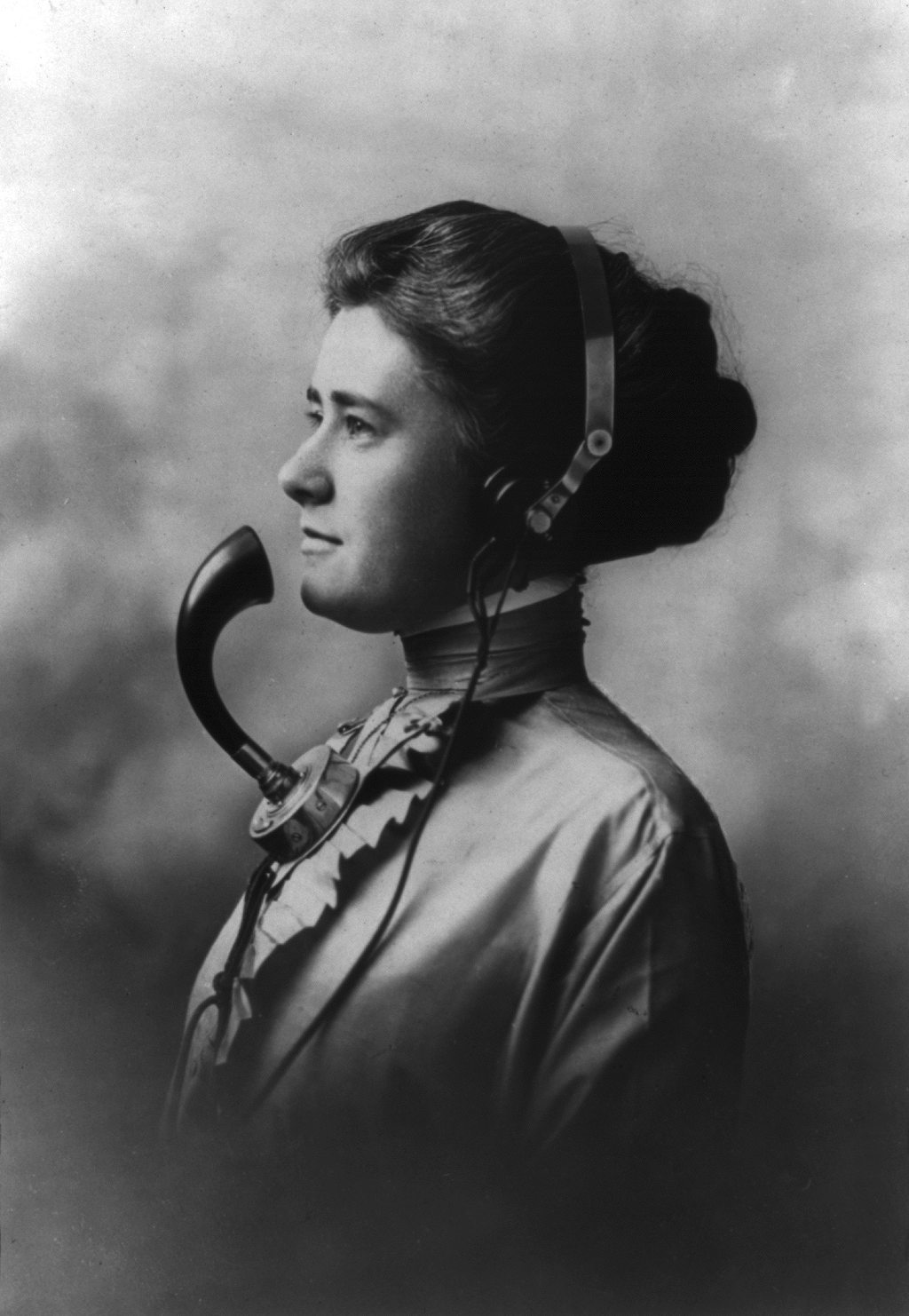
Telefonista, hacia 1911.

Se denomina telefonista u operador a la persona encargada de gestionar las llamadas telefónicas en una compañía o centro de trabajo y más concretamente, a manejar una centralita telefónica. 
Entre sus tareas se encuentran la de recibir las llamadas entrantes tanto del exterior como del interior y dar paso su destinatario mediante la inserción de clavijas en el clavijero o pulsando teclas si se trata de centralitas electrónicas. La telefonista puede tomar, anotar y transmitir mensajes, comunicar la disponibilidad o no del interlocutor y proporcionar otra información relacionada. 
Su trabajo puede compaginarse con otras labores de índole administrativa como archivar documentación, ensobrar o enviar correo o pasar informes a máquina.

## Historia

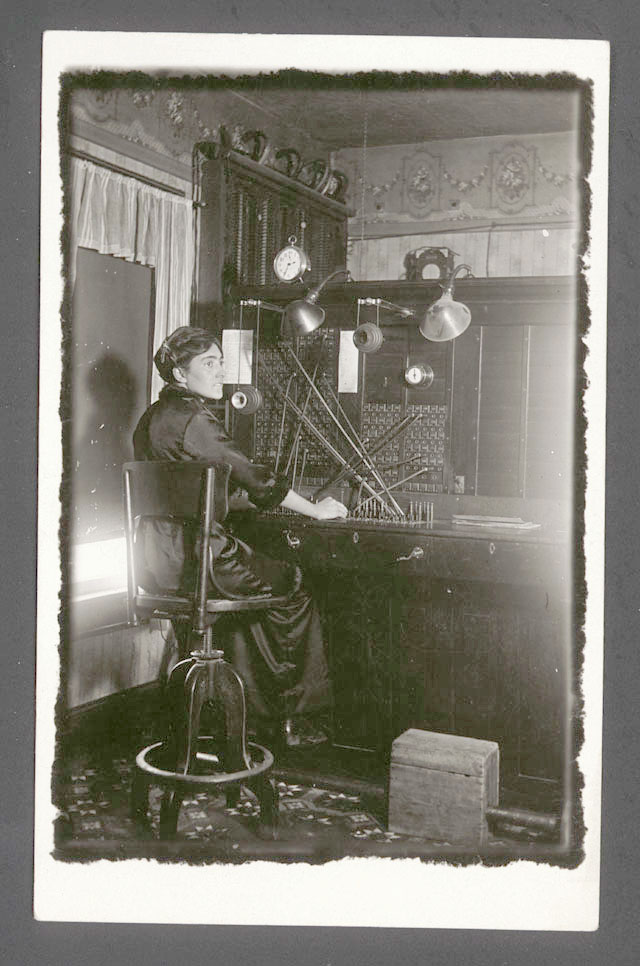
Telefonista frente a una centralita manual

En los primeros tiempos del teléfono, las comunicaciones se hacían a través de centralitas manuales. Con el fin de reducir el uso de líneas, las centralitas gestionaban un cierto número de abonados que compartían hilo telefónico. En cada centro trabajaban una o varias operadoras que recibían las solicitudes de sus clientes y hacían las conexiones oportunas. Cuando un abonado quería hacer una llamada, se dirigía a su operadora que se ponían en contacto con la telefonista de la centralita del segundo abonado para transmitir la llamada. 
Los primeros telefonistas fueron niños que ya habían trabajado en los servicios de telegrafía de la compañía de Alexander Graham Bell. Sin embargo, en 1878 la compañía del inventor del teléfono decidió contratar a la primera mujer para realizar esta labor. Finalmente, gracias a su contrastada dulzura fueron las mujeres las que consiguieron conquistar por completo el puesto de trabajo. Las centralitas llegaron a España en 1881 y muy pronto fueron operadas también por señoritas que trabajaban de pie frente a la centralita.
Entre los rasgos que caracterizaban a las telefonistas se encontraban su diligencia y rapidez a la hora de manejar los cables así como su discreción ya que podían enterarse de todo lo que se trataba en las conversaciones.
Con la automatización de las centralitas, el oficio de telefonista, tal y como se conocía anteriormente, ha desaparecido. Al menos, en la actualidad ha dejado de existir como dedicación exclusiva siendo normal que la actividad se compagine con labores de recepcionista, administrativas o de secretariado. Sin embargo, también existen telefonistas cuya función no es ya la de transmitir llamadas de forma mecánica sino la de anotar solicitudes y recados y direccionar llamadas según su contenido. Son imprescindibles en algunos servicios como los de atención al consumidor, servicio postventa, atención en carretera, radio-taxi, entregas a domicilio, etc. 
- Wikimedia Commons alberga una categoría multimedia sobre Telefonista.